# NEXT PHASE (アルバム)
『NEXT PHASE』（ネクスト・フェイズ）は、Da-iCEの3枚目のオリジナル・アルバム。2017年1月25日にユニバーサルシグマから発売された。

## 概要
前作『EVERY SEASON』から約1年ぶりとなるオリジナル・アルバム。
タイトルは言葉の指す通り、「次のフェイズに進みたい」というメンバーの意思が込められており、花村想太が作詞を手掛けた表題曲「NEXT PHASE」には、メジャー・デビュー後にリリースしたシングル・アルバムのタイトルを全て織り込むなど、その意思が楽曲にも色濃く反映されている。
「BOND」「TWO AS ONE」のミュージック・ビデオでは、初の海外ロケとして、ロサンゼルスで撮影を行うなど、ビジュアル面でもこうした新たな挑戦が試みられている。
それぞれ映像ディスクの内容が異なる『初回盤A・B・C』、CDにボーナス・トラック曲が収録された『初回フラッシュプライス盤（Da-iCE ver. / ボーカル ver. / パフォーマー ver.）』の計6形態で発売され、オリコンウィークリーチャートでは初週4位にランクインした。

## 収録曲

### CD
全形態共通
1. NEXT PHASE [3:23]
作詞：花村想太、GASHIMA from WHITE JAM / 作曲：バーチャル・ライオット、SHIROSE from WHITE JAM / 編曲：バーチャル・ライオット
2. WATCH OUT [4:01]
作詞：MUSOH / 作曲：アルビ・アルバートソン、ハニフ・サブゼバリ、TAKAROT / 編曲：TAKAROT
3. Step Back! [2:46]
作詞：花村想太、GASHIMA from WHITE JAM / 作曲：DOM、リチャード・ガルシア、SHIROSE from WHITE JAM / 編曲：DOM、リチャード・ガルシア
4. Chocolate Sympathy [3:21]
作詞：SHIROSE / 作曲：ジャスティン・ラインシュタイン、SHIROSE from WHITE JAM / 編曲：ジャスティン・ラインシュタイン
5. Free Falling [3:53]
作詞：工藤大輝 / 作曲：アルビ・アルバートソン、ティム・ホウズ、ロビン・エリクソン / 編曲：MUSSASHI
6. FANTASY [5:05]
作詞：藤林聖子 / 作曲：S1CKONE、MUSOH、シー・ノース、スリップキッド / 編曲：S1CKONE
7. 恋ごころ [4:27]
作詞：堀江里沙、Mai Watarai / 作曲：エリック・リボム、TAKAROT / 編曲：TAKAROT、Shinji Tanaka
8. REASON [4:15]
作詞：MUSOH / 作曲：MUSOH、エリック・リボム / 編曲：MUSOH
9. BOND [3:41]
作詞：MUSOH / 作曲・編曲：スティーブン・リー、サミー・ネイジャ
10. TWO AS ONE [4:28]
  - 映画『劇場版 ウルトラマンオーブ 絆の力、おかりします!』主題歌[5]

作詞：MOMO"mocha"N. / 作曲：KID STORM、MUSOH、ベイシム / 編曲：KID STORM
11. パラダイブ [4:46]
作詞：堀江里沙 / 作曲：エリック・リボム、TAKAROT / 編曲：TAKAROT、Shinji Tanaka

ボーナストラック
初回フラッシュプライス盤（Da-iCE ver.）
1. Into You [4:29]
作詞：マックス・マーティン、サヴァン・コテチャ、アレクサンダー・クロンランド、Ilya Salmanzadeh、Salmanza-Deh、アリアナ・グランデ / 作曲：マックス・マーティン
アリアナ・グランデのカヴァー。
2. A WHOLE NEW WORLD [4:12]
作詞：ティム・ライス / 作曲：アラン・メンケン / 編曲：DJ first
ディズニー映画『アラジン』の主題歌カヴァー。

初回フラッシュプライス盤（ボーカル ver.）
1. Desperado [3:45]
作詞・作曲：グレン・フライ、ドン・ヘンリー
大野雄大によるイーグルスのカヴァー。
2. 366日 [6:11]
作詞・作曲：仲宗根泉 / 編曲：Atsushi Naruse
花村想太によるHYのカヴァー。

初回フラッシュプライス盤（パフォーマー ver.）
1. 100回のKISS [4:45]
作詞・作曲：つんく♂ / 編曲：DJ first
工藤大輝による松浦亜弥のカヴァー。
2. 決意の朝に [4:51]
作詞・作曲：太志 / 編曲：HIKARI
岩岡徹と和田颯によるAqua Timezのカヴァー。

### DVD（初回盤のみ）
初回盤A
1. WATCH OUT（Music Video）
2. パラダイブ（Music Video）
3. 恋ごころ（Music Video）
4. Into You（Music Video）
5. BOND（Music Video）
6. TWO AS ONE（Music Video）
7. WATCH OUT（Dance Edit.）
8. パラダイブ（Dance Edit.）

初回盤B
「ふざけちゃって五面なサイ 〜Da-iCE HOUSE in 与論島〜」
初回盤C
「ふざけちゃってミアンなサイ 〜弾丸韓国旅行〜」